# Samborz (województwo dolnośląskie)
Samborz (niem. Tchammendorf) -  wieś w Polsce położona w województwie dolnośląskim, w powiecie średzkim, w gminie Kostomłoty.

## Podział administracyjny
W latach 1975–1998 miejscowość administracyjnie należała do województwa wrocławskiego.

## Kościół prawosławny
We wsi znajduje się parafialna cerkiew prawosławna pod wezwaniem św. Paraskiewy.